# Szabó Cirill
Szabó Cirill, Sabov (Fenyvesvölgy, 1838. augusztus 22. – Kassa, 1914. február 10.) állami főreáliskolai tanár.

## Élete
A gimnáziumot Ungvárt kezdte és Szatmárt végezte 1856-ban, amikor a munkácsi görög-katolikus egyházmegye növendékei közé lépett. A hittudomány tanulására a bécsi központi görög-katolikus nevelőintézetbe küldték, ahol az egyetemen a szláv nyelvészetet is tanulta. Majd a tanári pályára lépett és 1862-től az ungvári főgimázsiumba az orosz nyelv és irodalom tanításával foglalkozott. 1867. július 1-től 1869. június végeig az Ungvárt alakult Szent Bazil irodalmi társulat által (melynek titkára, majd igazgatója volt) kiadott Szvejt c. rutén irodalmi hetilapot szerkesztette és a társulat több kiadványainak szintén szerkesztője volt. 1869-ben tanképesítést nyert az orosz nyelvészetből, a történelemből és a földrajzból. 1870. március 2-án rendes tanárnak neveztetett ki. 1871. szeptember 12-én áthelyezték a szegedi magyar királyi főreáliskolához; itt a déli szláv nyelvek tanulására adta magát. 1879-ben egészségi szempontból szabadságolták és Munkácson telepedett le. 1880-tól kb. 1908-ig kassai állami főreáliskolai tanárként működött.
Cikke a kassai főreáliskola Értesítőjében (1882. Kassa a közművelődés egyik kiváló központja hazánkban a multban és most).
Ungvári tanár korában kiadott egy Orosz nyelvtant és írt egy kis Orosz irodalomtörténeti vázlatot; 1868-ban kiadta az Orosz olvasmányok gyűjteményét.

## Művei
- Grammatika pism. rusk. jazika [cirill betűs; orosz nyelvtan]. Ungvár, 1865
- Orosz olvasmányok gyűjteménye. Uo., 1868
- Orosz irodalomtörténeti vázlat. H.é.n.
- A kassai állami főreáliskola értesítője az 1902/03. évről. Közli. Kassa, 1903